# Андреев, Роман
Роман Андреев (эст. Vassili Titarenko; 5 июня 1990, Таллин, Эстонская ССР, СССР) — эстонский хоккеист, левый нападающий. Игрок сборной Эстонии. Участник чемпионатов мира в первом и втором дивизионах.

## Карьера
Воспитанник клуба «Нарва ПСК». Пробовал свои силы в Северной Америке. Андреев выступал в командах Федеральной хоккейной лиги и Южной профессиональной хоккейной лиги. В 2014 году нападающий вернулся в Европу. С этого времени он играет в низших дивизионах Швеции.
В 2012 году Андреев дебютировал за сборную Эстонии во Втором дивизионе Чемпионата мира по хоккею.

## Достижения
- Чемпион Эстонии (1) : 2012.